# Карабашский лиман
Карабашский лима́н или Карабушский лима́н — лиман закрытого типа, расположенный на территории Березанского района (Николаевская область, Украина). Площадь — 2 км².
Название лимана от прежнего названия села Морское — Карабаш.

## География
Длина — 1,5 км. Ширина средняя — 0,3 км, наибольшая — 0,8 км. Максимальная глубина — 1 м.
Лиман от Чёрного моря отделён пересыпью, отмечаются прорывы в западной части пересыпи. Котловина водоёма подковообразной формы, вытянутая в двух направлениях — устьев балок — северо-западное и юго-восточное. В лиман впадают две балки Малая Карабуш — с северо-запада — и Какушина (Большая Карабуш) — с северо-востока. Приустьевая часть балок занята солончаками.
Берега пологие, частично изрезаны промоинами. Летом пересыхает. Из-за маловодности балки Малая Карабуш, западная часть водного зеркала лимана более подвержено пересыханию. Водное зеркало зарастает водной растительностью у пересыпи и при впадении балок.
На берегу лимана: непосредственно западнее расположено село и курорт Морское, восточнее — базы отдыха.
Питание поверхностным стоком и путём инфильтрации морских вод.
На 1895 год лиман являлся местом добычи самосадочной соли (до 50 тонн пудов в год).